# Sant Martí del Clot
Sant Martí del Clot es una entidad de población española del municipio de La Vall de Bianya, perteneciente a la provincia de Gerona, en la comunidad autónoma de Cataluña.

## Toponimia
El nombre del lugar puede aparecer referido como San Martin del Clot, San Martin de Tornadisa y Sant Martí del Clot.

## Historia
Hacia mediados del siglo XIX, el lugar, por entonces perteneciente al municipio de Capsech, tenía contabilizada una población de 152 habitantes.Aparece descrito en el sexto volumen del Diccionario geográfico-estadístico-histórico de España y sus posesiones de Ultramar de Pascual Madoz de la siguiente manera:

CLOT (San Martin del), antes SAN MARTIN DE TORNADISA: ald. en la prov. y dióc. de Gerona (10 horas), aud. terr., c. g. de Barcelona (25 1/2), part. jud. de Olot (2), ayunt. de Capsech (1): sit. en el valle de Viaña, le combaten los vientos del S. y O.; su clima es frió pero sano. Tiene 10 casas y una igl. parr. (San Martin) servida por un cura de ingreso. El térm. confina N. Valldelbach; E. Capsech; S. y O. San Salvador, estendiéndose 1 1/4 hora de N. á S. y 1/2 de E. á O. El terreno es árido y pedregoso, con una montaña que cierra el valle por la izq.; corre por él un riach. que reunido con otros toman el nombre de Ribera de Viaña, en cuya confluencia, y al estremo O. del pueblo, hay una venta llamada la Pineda. caminos: uno local y de calzada, y la carretera general de Olot, de cuyo punto recibe el correo. prod.: trigo, maiz, habas, fajol, habichuelas, mijo, hortalizas y frutas; cria ganado lanar en corto número, y caza de perdices, conejos y liebres. pobl.: 31 vec., 152 alm. cap. prod.: 1.798,400 rs. imp.: 44,960.
(Madoz, 1847, p. 484)

En la actualidad pertenece al municipio de La Vall de Bianya. En 2022, tenía empadronados 39 habitantes.

## Patrimonio
En el lugar hay una iglesia bajo la advocación de San Martín.